# Humphrey Jennings
Humphrey Jennings (Suffolk, 19 agosto 1907 – Poros, 24 settembre 1950) è stato un regista inglese.

## Biografia
Nato nella piccola parrocchia di Walberswick (Suffolk), era il maggiore di due figli. Suo padre, Franck Jennings, era un architetto, mentre sua madre, Mildred Jessie Hall, di origini francesi, era una pittrice e possedeva un laboratorio di ceramica. Entrambi i genitori erano entusiasti sostenitori delle tesi dell'intellettuale britannico Alfred Richard Orage, sostenitore del Socialismo ghildista, e della sua rivista The New Age. Sempre su indicazione e suggerimento di Orage, nel 1916 intraprese gli studi nella scuola indipendente The Perse School a Cambridge, al tempo considerata una scuola progressista dove insegnavano il celebre classicista William Henry Denham Rouse ed il pedagogista Henry Caldwell Cook. Sin da giovane si rivelò un attore di talento e poeta, nel 1926 ottenne una borsa di studio al Pembroke College di Cambridge. Talentuoso anche come disegnatore di scenari teatrali, fu il creatore della scenografia della prima rappresentazione britannica de Histoire du soldat di Igor' Fëdorovič Stravinskij e del King David di Arthur Honegger, e con i suoi compagni di studio Jacob Bronowski e William Empson, fondarono e scrissero per una rivista universitaria dal titolo Experiment.
Il 19 ottobre 1929 si sposò con Cicely Cooper, figlia di un ingegnere, e i due ebbero due figli, Mary Lou, nel 1933 e Charlotte nel 1935. Preparò una tesi di laurea sulla poesia di Thomas Grey, sotto la supervisione del suo maestro e professore, il critico letterario Ivor Armstrong Richards, che tuttavia non venne mai terminata, il cui estratto venne tuttavia pubblicato sulla rivista Criterion di Thomas Stearns Eliot. Trovandosi spesso a corto di risorse economiche, fu costretto ripetutamente ad abbandonare gli studi per lavori occasionali, come maestro a Salisbury, disegnatore per tessuti a Parigi e scenografo per il Cambridge Festival Theatre. Grazie alla sua amicizia con il documentarista Stuart Legg approdò alla fine nel 1934 alla GPO Film Unit, una sottostruttura cinematografica del General Post Office, che gli diede opportunità di avere le prime esperienze lavorative cinematografiche sia come regista che come scenografo. In quello stesso anno disegnò le scenografie della prima pellicola sonora della GPO dal titolo Pett and Pott, per la regia di Alberto Cavalcanti, di cui fu anche sceneggiatore. 
 Nei cinque anni successivi lavorò sia per il General Post Office che per compagnie di produzione indipendenti, girando documentari. Ebbe modo di sperimentare le con le prime tecniche di pellicola a colori come la Gasparcolor e la Dufaycolor.
Continuò ad occuparsi sia di pittura che di critica letteraria, scrivendo un saggio sul teatro molto aspro sulla rivista The Arts Today curata da Geoffrey Grigson. Aderì, sempre in questo periodo, alla corrente surrealista britannica e insieme ad altri artisti come Roland Penrose e Herbert Read, organizzò la Esposizione internazionale surrealista nel 1936. Durante la seconda guerra mondiale, diresse alcuni film sugli avvenimenti bellici, come Gli incendi cominciarono (1943), dedicato all'eroismo silenzioso dei londinesi.

## Filmografia parziale

### Regista
- Post Haste (1934)
- Locomotives (1934)
- The Story of the Wheel (1934)
- London Can Take It!, co-regia di Harry Watt (1940)
- A Diary for Timothy (1945)
- A Defeated People (1946)

### Scenografo
- Pett and Pott , regia di Alberto Cavalcanti (1934)